# قلتة سيدي سعد
قلتة سيدي سعد بلدية بولاية الأغواط - الجزائر.

## الموقع والبيئة

### الموقع
تتموقع بلدية قلتة سيدي سعد شمال ولاية الأغواط على السفوح الشمالية لجبال العمور بجانب الطريق الوطني رقم 23 على الحدود الجنوبية لولاية تيارت فتحدها من الشرق بلدية البيضاء ومن الجنوب بلديات سيدي بوزيد وسبقاق وبريدة ومن الغرب بلديتا عين سيدي علي والحاج المشري. ويلتحق بالبلدية تجمعان ثانويان هما الواد الطويل وتبعد 12 كلم غرب مقر البلدية على الطريق المؤدية لبلدية عين سيدي علي، وحسيان الذيب على بعد 22 كلم شمالا على الطريق الوطني رقم 23. قلتة سيدي سعد هي مقر الدائرة التي تضم بلديات البيضاء وعين سيدي علي والحاج المشري. يمر ببلدية قلتة سيدي سعد الواد الطويل وهو وادي الشلف وهو الوادي الأكثر أهمية في الجزائر وطوله 725 كلم. وترتفع البلدية عن سطح البحر بأكثر من 900 متر ونجد بها عدة مرتفعات جبلية كجبل العلڤ أو الڤرن (1350 م) وجبل تكيالين (1433 م) وجبل وزاجة (1327 م).

### البيئة
مناخ بلدية قلتة سيدي سعد شبه جاف، فالتساقط ضعيف، وحسب تصنيف كوبن Köppen للمناخ فإنه يجعل قلتة سيدي سعد تحت تصنيف BSK أي مناخ سهلي جاف وبارد.
تزداد الحرارة في الصيف ليصبح شهر جويلية الشهر الأكثر حرا بـ 25.2 C° ، وبالمقابل يصبح شهر جانفي الأكثر برودة بمعدل حرارة 5.4 C°.
وككل المناطق والأقاليم الإستبسية فإن الطابع النباتي العام يغلب عليه أنواع مثل الحلفاء (Alfa) والدرين (Harthratherum pungens) والديس والقطف (Atriplex halimus) والسناق (Lygeum spartum) والرتم (Retama raetam) وأخرى كالشيح (Armoise blanche) والتڤفت (Armoise rouge) والجعيدة (Teucrium polium) والحرمل (Peganum harmala) استعملت في الطب الشعبي التقليدي. ونجد في هذه المناطق بعض الأنواع الحيوانات المميزة من فصيلة الكلبيات كالذئاب والثعالب ومن سحليات كالزرزومية (Psammodromus blanci) والبوككاش (agama bibroni) وأفاعي وأشهرها البوقرن (Cerastes cerastes) وبرمائيات.. وقد ذكر بعض المؤرخين تواجد الظباء والغزلان في هذه المنطقة حتى نهاية القرن التاسع عشر.
في هذه البيئة نشط سكان البلدية منذ القديم في تربية المواشي ولا زالوا رغم تناقص ملحوظ، واشتغلوا بالزراعة فركزوا على زراعة الحبوب، وقد كانوا في القرن الماضي المتصدرين في تربية المواشي في منطقة جبل العمور، وفي مايلي إحصاء لعدد الحيوانات لسنة 1955:
| العرش   | الغنم  | الماعز | البقر | الإبل | الخيل | الحمير | البغال |
| ------- | ------ | ------ | ----- | ----- | ----- | ------ | ------ |
| لعجالات | 33.913 | 6.192  | 856   | 92    | 227   | 375    | 19     |

## تاريخ البلدية وسكانها
إبان الإستدمار الفرنسي كان هناك بلديتان: بلدية حجر الإبل وبلدية خنڤ اللحم حتى تاريخ الاستقلال أين توحدتا تحت اسم بلدية قلتة سيدي سعد. يسكن البلدية قبيلة اولاد اعجال أو «عرش لعجالات» وهؤلاء يسودون هذه البلدية وبلدية البيضاء المجاورة لها من ناحية الشرق. وتنحدر فروع لعجالات من الجد الجامع اعجال واسمه محمد بن سليمان بن محمد بن عبد الله بن مبارك بن بوحسين بن عمران بن عامر الهامل المكنى بأبي السباع أصل فروع السباعيين الإدريسيين الحسنيين، وقد ثبت اتصال هذا النسب الشريف بالتواتر وما نسخه الشيخ عبد القادر بن بلقاسم مرجاني نقلا عن نسخة بخط الشيخ الفاضل شيخ الطريقة الطيبية لذلك العهد محمد «بولفعة» بن محمد «بن ڤلولة» طيبي مقدم دار الضمان الذي نقل بدوره عن نسخة بخط شيخ أعمامه العارف بالله بلقاسم بن أحمد بن محمد «اعجال» وهو حفيد الشيخ الجامع كما هو ظاهر وأطلق المتأخرون على هذه المخطوطة اسم «رحلة سيدي اعجال» وسيقت بتمامها في كتاب «المواكب النورانية في لطائف الرحلات السباعية».

### في حرب التحرير
كباقي بلديات الوطن، أنجبت قلتة سيدي سعد العديد من المجاهدين كانوا دوما في الصفوف الأولى من أيام الأمير عبد القادر والشيخ بوعمامة إلى الثورة المظفرة، فقدمت المناضلين والمسبلين ومن لم يستطع فجاهد بماله وجعل بيته مأوى للمجاهدين على عادة جميع الجزائريين في ذلك العهد. ويتعذر في هذا المقام ذكر منقاقبهم وبطولاتهم لكثرتها - فمجمل القول عنها أنها أمثلة رائعة عن التضحية بالنفس والنفيس ذودا عن الدين والوطن - بل نكتفي بذكر أسماء بعض منهم:
| العربي خالدي   | عبد القادر قدوري | مروان لشلح         | قويدر لشلح      | عبد الله العرباوي | عبد القادر بن المواز | لحيسي محمد     | عمر ميلود       | منصور لشلح       | خالد عماري  |
| محمد مصنوع     | الحاج معروفي     | العربي عويسي       | إبراهيم عزوزي   | محمد بن عبد الله  | أحمد تربي            | امحمد ثامري    | ناصر مصنوع      | منصور لشلح       | بلقاسم لشلح |
| محمد بن المواز | علي بن رابعة     | الغالي بن رابعة    | محمد بوعبد الله | مولاي علي بن حسين | أحمد بلقاسمي         | عبد الله طاهري | دهصة لحيسي      | مولاي أحمد خالدي | كريكب خالدي |
| مسعودة بولربعة | بن عزوز بن جلول  | عبد السلام بلقاسمي | بلعباس جابري    | المشري فقاري      | جيلالي فقاري         | المواز رحماني  | العربي العرباوي | جيلالي هيلامي    | أحمد هراو   |

## مواضع تاريخية
نجد ببلدية قلتة سيدي سعد عدة مواضع تاريخية متفاوتة القدم على أنها لم تحض بتلك العناية الواجبة ما جعلها عرضة لكثير من التجاوزات فاندثر بعض منها في حين بقي البعض الآخر مقاوما لتصاريف الدهر.

### قصر تامدة
وهذا القصر بني على تل (1260 م) يبعد بحوالي كيلومترات ثمانية شمالي مقر البلدية، متربعا على مساحة معتبرة بنحو 12170 مترا مربعا، وهو أقرب ما يكون إلى تجمع سكني بالمعنى الحديث منه إلى قصر وإنما غلبت التسمية وتداولها حتى الكتاب، ولم يرد التفصيل في شأنه من المؤرخين والباحثين فلا نجد إلا شذرات يسيرة ومعلومات غير كافية. جعلت من تحديد نسبة مشيدها وحقبة تشييدها أمرا عسيرا وإن اجتهد البعض في نسبتها إلى الرستميين لاجتماع العديد من القرائن كأصل التسمية وطبيعة البناء، وذهب بعضهم بالقول أنه شيد في القرن العاشر الميلادي، إلا أن الحسم في الموضوع غير وارد. غير أنه ثبت إعمار لعجالات لهذا القصر بين القرنين الثامن عشر والتاسع عشر  وشواهد قبورهم قائمة ليوم الناس هذا ودفن بها جمع من الصالحين كابن عدة وولداه وبعض من أحفاده.

### قصر وزاجة
يبعد هذا المعلم التاريخي بحوالي 25 كلم غرب مقر البلدية على سفح جبل وزاجة (1327 م) في الضفة الشمالية للواد الطويل (بركانة Berkana) غير أنه أمسى حطاما، ونجد بجانبه مقبرة لمن سكنوه فزعموا أنهم بنو وطاس ولا دليل على ذلك، وقد أتى على ذكره كاتب رحلة محمد الكبير باي معسكر إلى نواحي الجنوب. ونجد بجانب القصر عيون ماء مازالت مستغلة لهذا العهد.

### قصري مانطة واحمر لجواد
ولا يعلم الكثير عن هذين المعلمين سوى ما أتى من إشارات مقتضبة ومن لمحات محتشمة بين سطور ما كتبه بعض من أرخ للمنطقة 
 ، واكتفوا بالإشارة إلى موضعها دونما تفصيل في تاريخهما.

## أصالة وثقافة
تشكلت فسيفساء الأصالة والثقافة لأولاد اعجال من اجتماع العديد من العادات والتقاليد المتوارثة وتراث ثقافي تركه العديد من رجالاتهم من علماء وزهاد وحتى شعراء.

### العادات والتقاليد
توارثت أجيال لعجالات الكثير من العادات والتقاليد كالفروسية والصيد، ومن التقاليد النسوية صناعة النسيج بحيث صار عرش لعجالات في وقت من الأوقات الرائد في هذا المجال ، وكذلك العديد من الأكلات الشعبية.

### العلم والصلاح
وقد ظهر منهم العديد من العلماء والزهاد من برزوا وذاع صيتهم في بلاد العمور، فمنهم الأب الجامع لفروع لعجالات الشيخ محمد بن سليمان ثم أولاده وكانوا مشهورين بالصلاح، ثم من عقبهم الشيخ بلقاسم بن أحمد (بن سعيد) بن محمد اعجال وكان يدعى بشيخ أعمامه لحيازته وتقدمه في العلوم العقلية والنقلية، ومن الزهاد الشيخ إبراهيم بن اعجال والشيخ اكريم بن الحاج والشيخ التريكي بن دومة ، وبرز من خَلَفِهم الكثير يَعْسُر ذكرهم جميعا لكن نكتفي بذكر شيخين منهم عرفا بالعلم والعمل ولقرب العهد بهما وهما الشيخ محمد بولفعة بن محمد (بن قلولة) المدعو بعيط ، شيخ الطريقة الطيبية بالجزائر مقدم دار الضمان فقيه المنطقة في عهده صاحب التآليف العديدة التي لم يصلنا منها إلا اليسير وكان صاحب همة عالية، والشيخ عبد القادر بن بلقاسم مرجاني العالم العامل وكان له جهد كبير في الدعوة وكان من معاصري الشيخ بولفعة بن بعيط.

### الشعر
كما نبغ منهم العديد من الشعراء المجيدين ولعل من يتصدر الشعراءالقدامى هو الشيخ التريكي بن دومة وكان شاعرا متقنا مجيدا متبدعا في الوصف في ثنايا شعره وأكثر من المدائح النبوية، فصارت أناشيد في مواسم الحصاد، ومن الشعراء القدامى أيضا الشيخان اكريم بن الحاج وبودعاس بن التومي التوهامي وأغلب نظمهما في الزهد والحكمة. ومنهم أيضا الشيخ محمد بن سرّية لدرع ومن شعره في وصف لعجالات: